# Sphecodopsis aculeata
Sphecodopsis aculeata är en biart som först beskrevs av Heinrich Friese 1922.  Sphecodopsis aculeata ingår i släktet Sphecodopsis och familjen långtungebin. Inga underarter finns listade i Catalogue of Life.